# Whatever U Like
„Whatever U Like” este un cântec R&B compus de interpreta americană Nicole Scherzinger împreună cu Clifford Harris, Jr., Jamal Jones, și Sean Garrett pentru albumul de debut al lui Scherzinger, Her Name Is Nicole.

## Legătură externă
- Whatever U Like